# DuckDuckGo
DuckDuckGo (prescurtat DDG) este un motor de căutare pe internet care pune accentul pe protejarea confidențialității utilizatorilor. DuckDuckGo se distinge de alte motoare de căutare prin faptul că nu își profilează utilizatorii și arată tuturor utilizatorilor aceleași rezultate ale căutării pentru un anumit termen de căutare.
Compania are sediul în Paoli, Pennsylvania și avea 130 de angajați in iulie 2021. Numele companiei este o referință la jocul pentru copii, „duck, duck, goose”.

## Istoric
DuckDuckGo a fost fondat de către Gabriel Weinberg și a fost lansat pe 29 februarie 2008, în Valley Forge, Pennsylvania. Weinberg este un antreprenor care a lansat anterior Names Database, o rețea socială care nu mai există in prezent. Inițial autofinanțat de Weinberg până în 2011, a fost apoi susținut de către Union Square Ventures și câțiva investitori. DuckDuckGo câștigă venituri prin reclame și programe de afiliere. Motorul de căutare este scris în Perl și rulează pe nginx, FreeBSD și Linux. DuckDuckGo este construit în principal pe API-uri de căutare de la diferiți furnizori. Din această cauză, TechCrunch a caracterizat serviciul ca un motor de căutare „hibrid”. DuckDuckGo a fost finalist în BOSS Mashable Challenge din 2008.
În iulie 2010, Weinberg a lansat un site web al comunității DuckDuckGo (duck.co) pentru a permite publicului să raporteze probleme, să discute despre mijloacele de răspândire a utilizării motorului de căutare, să solicite caracteristici și să discute despre codul cu sursă deschisă. Compania a înregistrat numele domeniului ddg.gg pe 22 februarie 2011, și duck.com în decembrie 2018,, care sunt folosite ca URL-uri scurtate care redirecționează la duckduckgo.com.
Până în mai 2012, motorul de căutare atrăgea 1,5 milioane de căutări pe zi. Weinberg a raportat că a câștigat 115.000 dolari în venituri în 2011 și a avut trei angajați, plus un număr mic de antreprenori.
GNOME a lansat Web 3.10 pe 26 septembrie 2013 și, începând cu această versiune, motorul de căutare implicit este DuckDuckGo.
La discursul său principal la WWDC 2014 din 18 septembrie 2014, Apple a anunțat că DuckDuckGo va fi inclus ca opțiune de căutare atât pe iOS 8, cât și pe OS X Yosemite în browser-ul său Safari. Pe 10 martie, browser-ul web Pale Moon, începând cu versiunea 24.4.0, a inclus DuckDuckGo ca motor de căutare implicit, precum și listat pe pagina de pornire a browserului.
Pe 10 noiembrie 2014, Mozilla a adăugat DuckDuckGo ca opțiune de căutare în Firefox 33.1. Pe 30 mai 2016, The Tor Project a făcut din DuckDuckGo motorul de căutare implicit pentru Tor Browser 6.0.
În iulie 2016, DuckDuckGo a anunțat oficial extinderea parteneriatului său cu Yahoo! care a adus noi funcții tuturor utilizatorilor motorului de căutare, inclusiv filtrarea datei a rezultatelor și linkuri suplimentare către site. De asemenea, colaborează cu Bing, Yandex și Wikipedia pentru a produce rezultate sau pentru a utiliza funcțiile oferite. Compania a confirmat, de asemenea, că nu împărtășește informațiile despre utilizatori cu companiile partenere, așa cum a fost întotdeauna politica sa.
În decembrie 2018, s-a raportat că Google a transferat dreptul de proprietate asupra numelui de domeniu Duck.com către DuckDuckGo. Nu se știe ce preț a plătit DuckDuckGo pentru numele domeniului, sau dacă este cazul.
Pe 15 ianuarie 2019, DuckDuckGo a anunțat că toate căutările legate de hărți și adrese vor fi alimentate de Apple Maps, atât pe desktop, cât și pe dispozitive mobile.
În martie 2019, Google a adăugat DuckDuckGo la lista implicită a motoarelor de căutare din Chrome 73.
În iulie 2021, DuckDuckGo a introdus funcția de redirecționare a e-mailului, care permite utilizatorilor să solicite o adresă de e-mail „@duck.com”, generată de serviciu.

## Rezultatele căutării
Rezultatele DuckDuckGo sunt o compilație de „peste 400” de surse, inclusiv Yahoo! Search BOSS, Wolfram Alpha, Bing, Yandex, propriul său crawler web (DuckDuckBot) și altele. De asemenea, folosește date de pe site-uri crowdsourced, inclusiv Wikipedia, pentru a completa casetele panoului de cunoștințe din dreapta rezultatelor.
Weinberg a îmbunătățit calitatea rezultatelor motorului său de căutare prin ștergerea rezultatelor căutării pentru companiile pe care el crede că sunt fabrici de conținut, cum ar fi eHow al Demand Media, care publică peste 4.000 de articole pe zi, produse de scriitori independenți plătiți, despre care Weinberg afirmă că oferă conținut de calitate slabă conceput special pentru a se clasa foarte bine în indexul de căutare Google”. DuckDuckGo filtrează, de asemenea, paginile cu reclame substanțiale.

## Răspunsuri instantanee
Pe lângă rezultatele căutării indexate, DuckDuckGo afișează rezultatele relevante, numite Răspunsuri instantanee, în partea de sus a paginii de căutare. Aceste răspunsuri instantanee sunt colectate de la API-uri terțe sau surse de date statice, cum ar fi fișiere text. Răspunsurile instantanee se numesc zeroclickinfo deoarece intenția din spatele acestora este de a oferi ceea ce caută utilizatorii în pagina de rezultate a căutării, astfel încât să nu fie nevoiți să facă clic pe niciun rezultat pentru a găsi ceea ce caută. Răspunsurile instantanee sunt create și menținute de o comunitate de peste 1.500 de colaboratori open source. Această comunitate a ajuns să fie cunoscută sub numele de DuckDuckHack.

## Căutare vocală
În 2011, DuckDuckGo a introdus căutarea vocală pentru utilizatorii extensiei de căutare vocală pentru Google Chrome.

## Model de afaceri
DuckDuckGo câștigă venituri prin difuzarea de reclame din rețeaua de căutare Yahoo-Bing și prin relații de afiliere cu Amazon și eBay. Ca motor de căutare axat pe confidențialitate, anunțurile difuzate pe DuckDuckGo sunt bazate pe cuvinte cheie și pe căutare, spre deosebire de alte motoare de căutare care urmăresc comportamentul utilizatorilor pentru anunțurile de căutare.

## Codul sursă
O parte din codul sursă al lui DuckDuckGo este un software gratuit găzduit la GitHub sub licența Apache 2.0 dar nucleul acestuia este proprietar. DuckDuckGo găzduiește, de asemenea, DuckDuckHack, creat pentru organizarea contribuțiilor open source și a proiectelor comunității. Răspunsurile instantanee ale motorului de căutare sunt open source și sunt menținute pe GitHub, unde oricine poate vizualiza codul sursă. Începând cu 31 august 2017, DuckDuckHack a fost plasat în modul de întreținere; ca atare, vor fi aprobate numai cererile de extragere pentru remedierea erorilor.

## Trafic

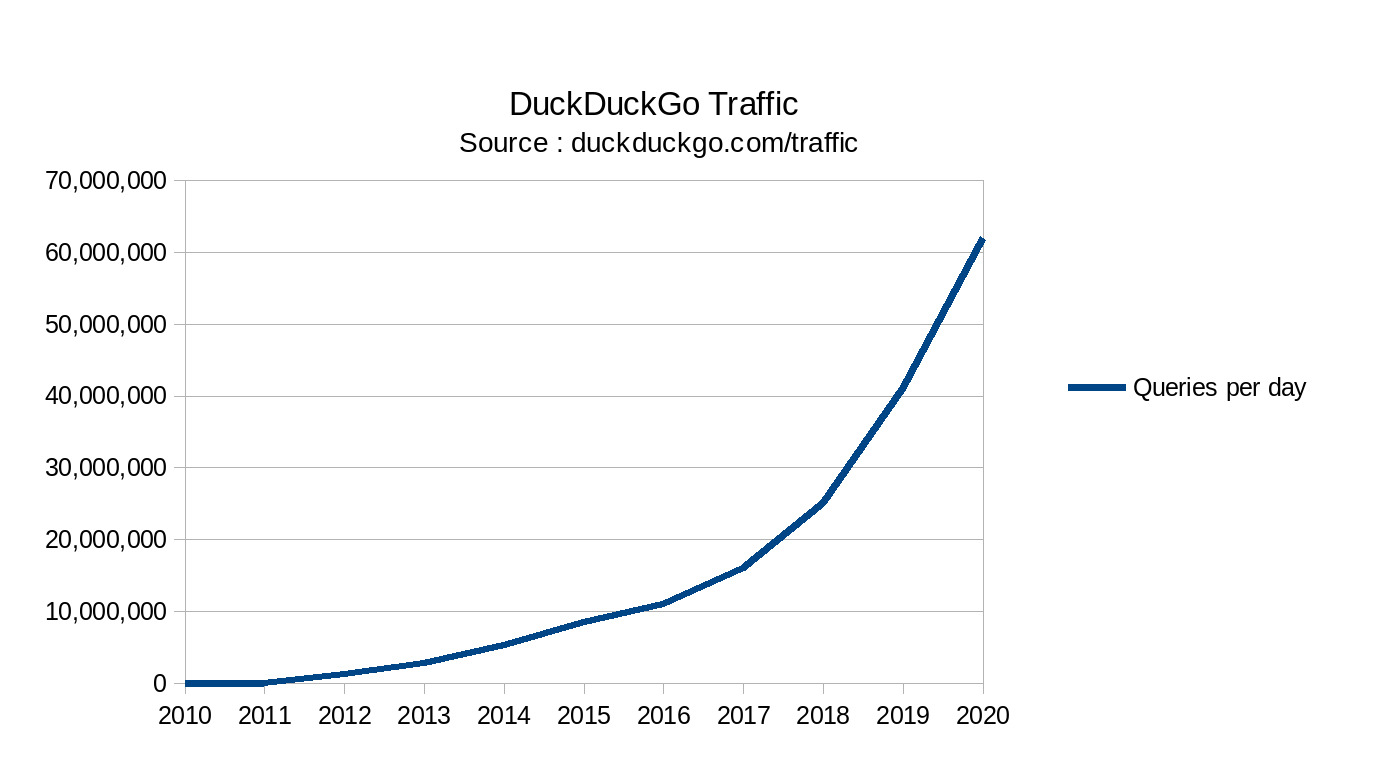
Diagrama traficului

În iunie 2013, DuckDuckGo a indicat că a înregistrat o creștere semnificativă a traficului; potrivit contului Twitter al site-ului, luni, 17 iunie 2013, au fost efectuate zilnic trei milioane de căutări directe. În medie, în luna mai 2013, a avut 1,8 milioane de căutări directe zilnice. 
Mai târziu, în septembrie 2013, motorul de căutare a efectuat 4 milioane de căutări pe zi, iar în iunie 2015, a atins 10 milioane de căutări pe zi. În noiembrie 2017, DuckDuckGo a realizat 20 de milioane de căutări pe zi. În ianuarie 2019, DuckDuckGo a stabilit un record de 1 miliard de căutări lunare; și în noiembrie același an, a atins 50 de milioane de căutări pe zi. În martie 2021 DuckDuckGo a primit în medie 97.653.174 de interogări pe zi. Pe 11 ianuarie 2021, a fost atins un record de peste 102,2 milioane de căutări zilnice. Un nou record de 104.910.079 căutări zilnice a fost stabilit pe 1 februarie 2021.

## Căutare prin AI
În martie 2025, DuckDuckGo a lansat opțiunea de utilizare de boți și diferite modele de AI, fară cont, într-un mod privat. 
Această nouă funcție a fost lansata în 2023 într-un program beta, iar funcționalitățile au fost rafinate pe baza feedback-ului din partea userilor.